# 国際客運中心駅
座標: 北緯31度15分7.9秒 東経121度29分36.4秒 / 北緯31.252194度 東経121.493444度
国際客運中心駅（こくさいきゃくうんちゅうしんえき）は、上海市虹口区東長治路旅順路に位置する上海地下鉄12号線の駅。

## 駅構造
島式ホーム1面2線の地下駅。ホームドア設置。

## 歴史
- 2013年12月29日 - 12号線開業。

## 隣の駅
上海地下鉄
■12号線
天潼路駅 - 国際客運中心駅 - 提籃橋駅